# 謝應祥
謝應祥（1568年—1633年），字叔兆，號鳳皋，江西吉安府安福縣人，明朝政治人物。

## 生平
萬曆十三年（1585年）乙酉科江西鄉試第六十五名舉人，二十九年（1601年）中式辛丑科會試第一百七十七名，三甲第六十一名進士。禮部觀政，授嘉善縣知縣，在任均徭役，清粮亩，禁势豪不得兼并，积羡以修水口阁，补贫士之不能输将者嘉禾。陋例县官考成，市商皆有饋赆，谢应祥耻之，一概却之而俗变。课士则达官巨公连牍荐，俱争冠军，语之曰：已有先得者矣。询荐者何人？则曰：嘉善知县谢某也。其情状如此，所得士如錢士升、魏大中、虞廷陛皆为世名臣。解任日，舟轻如叶不能渡长江，命家人载石其上。三十八年（1610年）行取入京，以恬淡得南京吏部主事，三十九年（1611年）改北京吏部考功司主事，调文选司主事，四十年（1612年）五月升验封司员外郎，八月调考功司员外郎，四十一年（1613年）正月调文选司员外郎，先时掌选，门如市，设水缸于署，一切书札尽投其中，廉操著闻，四十三年（1615年）升验封司郎中，四十七年（1619年）升大理寺右寺丞，天启元年（1621年）十月升南京太常寺少卿，十二月升大理寺右少卿，四年（1624年）三月升太常寺卿，不久被趙南星薦為都察院右副都御史、巡撫山西，使吏部員外郎夏嘉遇會推，得到門生魏大中支持，魏廣微親信御史陳九疇則以此論劾，魏大中訐陳九疇為「焚琴煮鶴」，陳九疇參魏大中為「徇私把持」、謝應祥昏耄，同年十月雙方俱被降級調外任，吏部尚書趙南星、左都御史高攀龍受到斥責，皆引罪去職，谢应祥則决意称病致仕，遂与鄒元標等同时追夺。谢应祥为人外严内宽，家徒四壁，杜门却扫，题其堂曰：「昼掩」，当事造请，不得一见。邑有大利害，必毅然争之，至今诵清介者，必首推云。崇禎六年（1633年）卒，墓在北鄉長陵坡。

## 家族
曾祖謝銘，庠生；祖父謝潼；父謝桓，庠生。
謝應祥於天啟四年（1624年）致仕後，與家人遷居嘉善縣東部楓涇南鎮，為楓涇謝氏始遷祖，其後裔包括謝墉等。